# Kirchliche Akademie der Lehrerfortbildung Obermarchtal

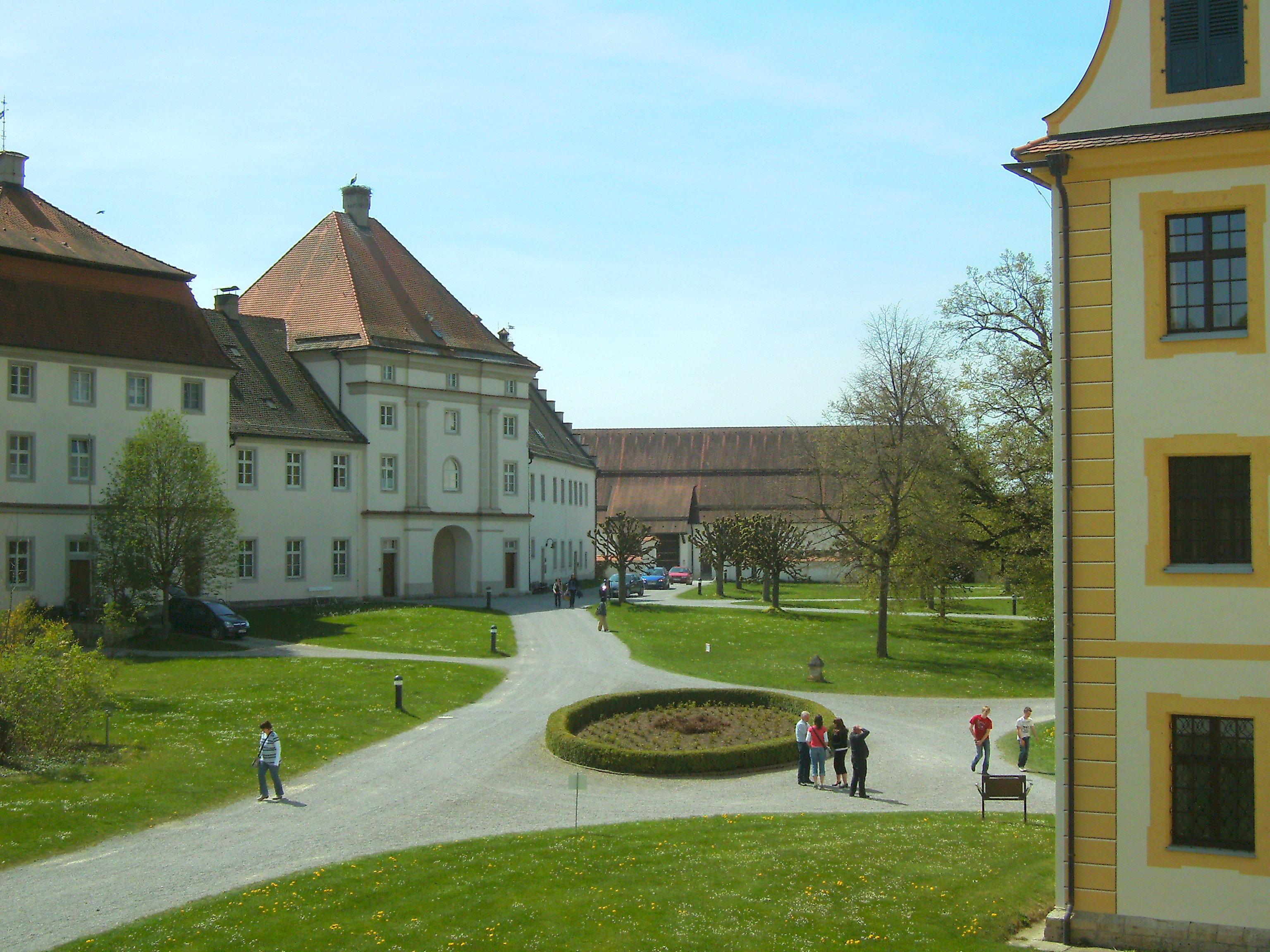
Akademiegebäude in der ehemaligen Reichsabtei der Prämonstratenser in Obermarchtal

Die Kirchliche Akademie der Lehrerfortbildung Obermarchtal ist ein Fort- und Weiterbildungsinstitut der rechtsfähigen kirchlichen Stiftung des öffentlichen Rechtes der Katholischen Freie Schule der Diözese Rottenburg-Stuttgart. Das Akademiegebäude befindet sich seit 1978 in einem Flügel der ehemaligen Reichsabtei der Prämonstratenser St. Peter und Paul in Obermarchtal im Alb-Donau-Kreis in Oberschwaben.

## Akademie
Die Akademie ist die einzige kirchlich getragene Akademie der Lehrerfortbildung in Deutschland und befindet sich in einer architektonisch in sich geschlossenen und komplett erhaltenen barocken Klosteranlage Oberschwabens.

## Aufgabe
Die Kirchliche Akademie der Lehrerfortbildung widmet sich folgenden Aufgaben:
- Fort- und Weiterbildung
- wissenschaftlich-fachliche Begleitung
- spirituelle Begleitung und Vertiefung

Zusätzliche Gasttagungen des Ministeriums für Kultus und Sport und der Oberschulämter des Landes Baden-Württemberg ermöglichen einen ständigen und unkomplizierten Gedankenaustausch mit den staatlichen Kultus- und Schulbehörden.

## Marchtaler Plan und Fernstudien

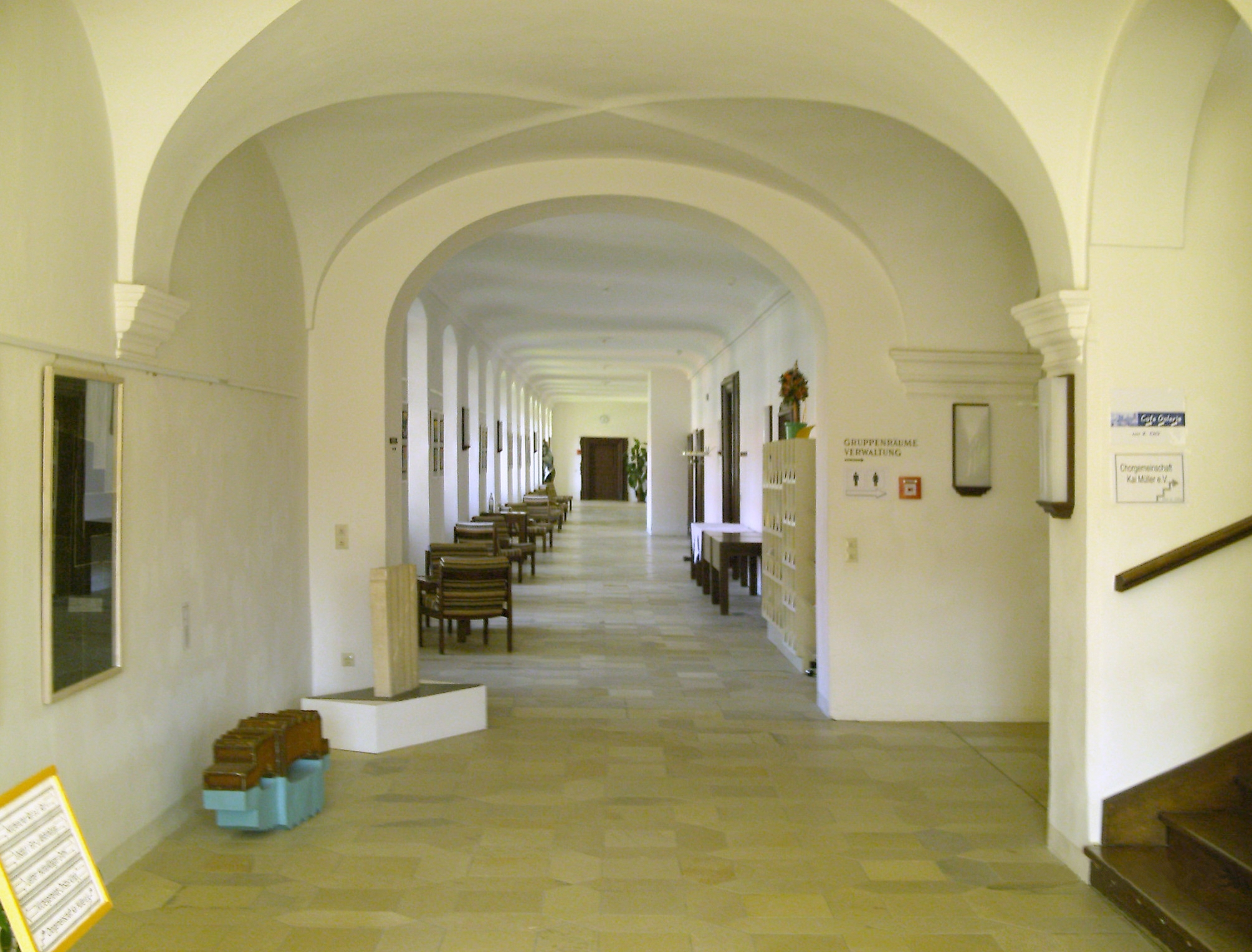
Akademie

Die Unterrichtsorganisation und die konkrete Unterrichtsplanung an Marchtaler-Plan-Schulen ist an die folgenden vier Strukturelemente geknüpft:
- Morgenkreis
- Freie Stillarbeit und freie Studien
- Fachunterricht
- Vernetzter Unterricht

Voraussetzung für ein Marchtaler Fernstudium ist ein abgeschlossenes Lehramtsstudium an einer beliebigen Schulart. Die Studiendauer für einen Kurs beträgt etwa sechzehn Monate. Die Studien bestehen aus neun Praxisseminaren in der Akademie und neun Studienbriefen zu Hause. Der Personenkreis der Marchtaler Fernstudien sind katholische Lehrer, die besonderes Interesse an einer ganzheitlichen und personalen, im katholischen Glauben wurzelnden Erziehung und Bildung haben. Ein Zertifikat bescheinigt die erfolgreiche Teilnahme an den Marchtaler Fernstudien.

## 'Marchtaler Fenster – Neue Kunst'
Die Akademie der Lehrerfortbildung Obermarchtal veranstaltet seit 1993 – die Ausstellungsreihe Marchtaler Fenster – Neue Kunst im Innenhof der barocken Klosteranlage Obermarchtal. Das „Marchtaler Fenster“ versteht sich als Ausstellungsplattform für zeitgenössische Bildhauerei aus Baden-Württemberg. In einjährig angelegten Ausstellungen werden Werke von in Baden-Württemberg lebenden und arbeitenden Künstlern gezeigt. Die für den Außenraum geschaffenen Plastiken und Installationen sind während der Öffnungszeiten der Akademie der Öffentlichkeit zugänglich und bereichern den Ort der Bildung für Lehrer, der auch von Reisenden besucht wird, die die Oberschwäbische Barockstraße nach Obermarchtal führt.